# Devon Baulkman
Devon Jemel Baulkman (Bainbridge, 10 novembre 1991) è un cestista statunitense.